# Cushmanidea seminuda
Cushmanidea seminuda is een mosselkreeftjessoort uit de familie van de Cushmanideidae. De wetenschappelijke naam van de soort is voor het eerst geldig gepubliceerd in 1906 door Cushman.